# Drezno (województwo mazowieckie)
Drezno – wieś sołecka w Polsce położona w województwie mazowieckim, w powiecie lipskim, w gminie Ciepielów.
| SIMC    | Nazwa  | Rodzaj    |
| ------- | ------ | --------- |
| 0617309 | Struga | część wsi |

W latach 1975–1998 miejscowość administracyjnie należała do województwa radomskiego.
Wierni Kościoła rzymskokatolickiego należą do parafii Świętej Trójcy w Lipsku.